# Архуст
Архуст (монг. Архуст) — сомон аймака Туве, Монголия.
Центр сомона — посёлок Нарст находится в 75 километрах от города Зуунмод и в 37 километрах от столицы страны — Улан-Батора.
Есть школа, больница, торговые и культурные учреждения. Работает железнодорожная станция.

## География
На территории сомона водятся олени, лоси, кабаны, медведи, волки, лисы.
Средняя температура января -24°С, июля +16°С. Годовая норма осадков составляет 250 мм.
Имеются месторождения золота и угля.